# IEEE量子電子學選題期刊
IEEE量子電子學選題期刊（IEEE Journal of Selected Topics in Quantum Electronics）是一份由电气电子工程师学会(IEEE)出版之雙月期刊形式的同行評審科學期刊。本期刊涵蓋量子電子學方面的研究。主編（editor-in-chief）為約翰·卡類吉（John Cartledge，服務於加拿大皇后大學）。根據期刊引证报告，本期刊在2012年的影响因子為<4.078>。

## 外部連結
- 官方网站